# Andrejs Pumpurs
Andrejs Pumpurs (Parròquia de Jumpravas a Vidzeme, Imperi Rus (actual Letònia), 22 de setembre de 1841 - Riga, 6 de juliol de 1902) fou un escriptor i poeta letó, autor de l'èpica nacional Lacplesis (publicat per primera vegada el 1888), així com una figura destacada del moviment dels Joves Letons.

## Biografia

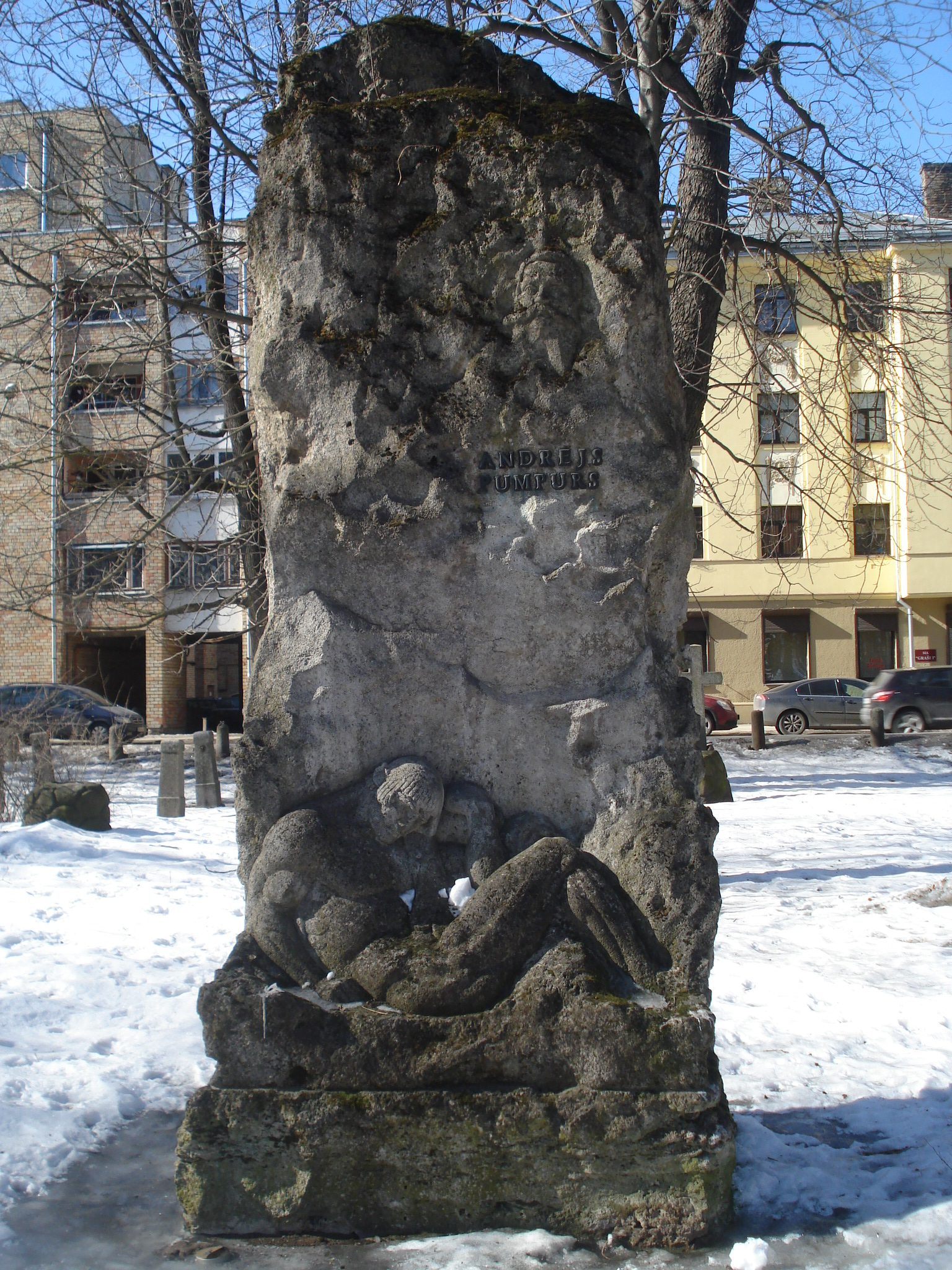
Monument a Andrejs Pumpurs al Gran Cementiri de Riga realitzat per Kārlis Zāle

Va créixer en un llogaret enclavat a tots dos costats del riu Daugava, i va ser un dels tres nens seleccionats per l'església Luterana per assistir a la classe d'alemany de l'escola parroquial de Lielvārde; encara que es va veure obligat a interrompre els seus estudis després dels tres primers anys, a causa de la pobresa de la seva família. Pumpurs va ser capaç de posar-se en contacte amb la tradició oral de Letònia, molt fort a la seva regió natal, i amb les llegendes que han demostrat ser una gran inspiració per a les seves futures obres literàries. Els seus primers poemes i projectes de caràcter èpic van ser escrits entre 1867 i 1872.
Després d'un curt període a Riga, va viatjar el 1876 a Moscou, on es va unir com a voluntari per lluitar amb els serbis i els seus aliats russos contra els turcs, les seves experiències en Sèrbia li va influir fortament en el seu ja fervent nacionalisme. La seva carrera militar ho va portar a Sebastopol i a Odessa. El 1882 va tornar al Govern de Livònia, participant en algunes accions secretes del moviment Naródnaia Vólia. A partir de 1895 va treballar com a oficial d'intendència per a la seu de Daugavpils, viatjant extensament per subministrar l'exèrcit rus.

## Obres literàries
- 1869 - Poema Hīna kaps publicat al diari: Baltijas Vēstnesis
- 1888 - Lāčplēsis
- 1890 - Tēvijā un svešumā
- 1895 - No Daugavas līdz Donavai